# Corguinho
Corguinho is een gemeente in de Braziliaanse deelstaat Mato Grosso do Sul. De gemeente telt 4.370 inwoners (schatting 2009).